# Casus Luciferi
Casus Luciferi är det andra fullängdsalbumet av det svenska black metal-bandet Watain, utgivet av Drakkar Productions i november 2003. Albumet spelades in i Necromorbus studios i juni 2003 och all text och musik är skriven av Watain utom texten till Opus Dei (The Morbid Angel) som är skriven av Tore "Necromorbus" Stjerna från Funeral Mist, Puzzles ov Flesh av "MkM" från Antaeus samt The Golden Horns of Darash med text av Scorn från Katharsis. 
Casus Luciferi gavs också ut på kassett av Orthodox Productions i 200 exemplar samt av Mirgilus Siculorum i 150 handnumrerade exemplar. En vinyl-LP gavs ut av Norma Evangelium Diaboli med en booklet i A5-format och en poster i A2-storlek.
Samtidigt som albumet gavs ut startade Watain "Stellar Descension Infernal"-turnén genom Europa tillsammans med Secrets of the Moon och Averse Sefira. Året därpå genomfördes en turné till 18 europeiska länder tillsammans med Dissection.
Under 2003 återutgavs Casus Luciferi som CD av Season of Mist, med en liveversion av bandets cover på Vons låt Watain som nionde bonusspår. Satanic Propaganda Records återutgav albumet i kassettformat i oktober samma år, i en upplaga om 500 exemplar. En bildvinyl-version i 999 exemplar släpptes samtidigt av Norma Evangelium Diaboli.

## Låtlista
1. "Devil's Blood" - 5:49
2. "Black Salvation" - 6:45
3. "Opus Dei (The Morbid Angel)" - 5:33 (Text: Necromorbus från Funeral Mist)
4. "Puzzles ov Flesh" - 5:39 (Text: MkM från Antaeus)
5. "I Am the Earth" - 6:00
6. "The Golden Horns of Darash" - 5:41 (Text: Scorn från Katharsis)
7. "From the Pulpits of Abomination" - 6:34
8. "Casus Luciferi" - 8:32

## Banduppsättning
- Erik Danielsson - sång, bas
- Håkan Jonsson - trummor
- Pelle Forsberg - gitarr
- C. Blom - gitarr